# Dinkelniederung
Koordinaten: 52° 6′ 43″ N, 7° 6′ 45″ O
Das Naturschutzgebiet Dinkelniederung liegt auf dem Gebiet der Gemeinde Heek im Kreis Borken in Nordrhein-Westfalen. Es ist eine von zehn Teilflächen im rund 273 ha großen NSG Dinkelaue mit Oldemölls Venneken.
Das Gebiet erstreckt sich am südöstlichen Ortsrand von Heek zu beiden Seiten der Dinkel. Nördlich des Gebietes verläuft die B 70, östlich die Landesstraße L 574 und westlich die A 31. Nördlich erstreckt sich das etwa 69 ha große Naturschutzgebiet Dinkelwiesen.

## Bedeutung
Das etwa 16,6 ha große Gebiet ist unter der Kenn-Nummer BOR-005 als Naturschutzgebiet ausgewiesen.